# Balleroy
Balleroy és un municipi francès situat al departament de Calvados i a la regió de Normandia. L'any 2007 tenia 757 habitants.

## Demografia

### Població
El 2007 la població de fet de Balleroy era de 757 persones. Hi havia 304 famílies de les quals 92 eren unipersonals (28 homes vivint sols i 64 dones vivint soles), 84 parelles sense fills, 88 parelles amb fills i 40 famílies monoparentals amb fills.
La població ha evolucionat segons el següent gràfic:
Habitants censats

### Habitatges
El 2007 hi havia 376 habitatges, 301 eren l'habitatge principal de la família, 40 eren segones residències i 35 estaven desocupats. 338 eren cases i 27 eren apartaments. Dels 301 habitatges principals, 190 estaven ocupats pels seus propietaris, 97 estaven llogats i ocupats pels llogaters i 14 estaven cedits a títol gratuït; 4 tenien una cambra, 27 en tenien dues, 47 en tenien tres, 71 en tenien quatre i 152 en tenien cinc o més. 149 habitatges disposaven pel capbaix d'una plaça de pàrquing. A 143 habitatges hi havia un automòbil i a 112 n'hi havia dos o més.

### Piràmide de població
La piràmide de població per edats i sexe el 2009 era:
| Homes | Edats   | Dones |
| ----- | ------- | ----- |
| 0     | 95 o +  | 0     |
| 0     | 90 a 94 | 16    |
| 4     | 85 a 89 | 16    |
| 4     | 80 a 84 | 8     |
| 8     | 75 a 79 | 16    |
| 8     | 70 a 74 | 20    |
| 40    | 65 a 69 | 44    |
| 16    | 60 a 64 | 8     |
| 12    | 55 a 59 | 20    |
| 16    | 50 a 54 | 16    |
| 12    | 45 a 49 | 8     |
| 24    | 40 a 44 | 20    |
| 48    | 35 a 39 | 36    |
| 28    | 30 a 34 | 36    |
| 24    | 25 a 29 | 32    |
| 12    | 20 a 24 | 16    |
| 8     | 15 a 19 | 24    |
| 20    | 10 a 14 | 20    |
| 44    | 5 a 9   | 36    |
| 24    | 0 a 4   | 24    |

## Economia
El 2007 la població en edat de treballar era de 425 persones, 312 eren actives i 113 eren inactives. De les 312 persones actives 268 estaven ocupades (139 homes i 129 dones) i 43 estaven aturades (20 homes i 23 dones). De les 113 persones inactives 32 estaven jubilades, 39 estaven estudiant i 42 estaven classificades com a «altres inactius».

### Ingressos
El 2009 a Balleroy hi havia 344 unitats fiscals que integraven 826 persones, la mediana anual d'ingressos fiscals per persona era de 15.306 €.

### Activitats econòmiques
Dels 39 establiments que hi havia el 2007, 1 era d'una empresa extractiva, 4 d'empreses alimentàries, 1 d'una empresa de fabricació de material elèctric, 2 d'empreses de construcció, 6 d'empreses de comerç i reparació d'automòbils, 3 d'empreses de transport, 5 d'empreses d'hostatgeria i restauració, 1 d'una empresa financera, 1 d'una empresa immobiliària, 6 d'empreses de serveis, 7 d'entitats de l'administració pública i 2 d'empreses classificades com a «altres activitats de serveis».
Dels 11 establiments de servei als particulars que hi havia el 2009, 1 era una gendarmeria, 1 oficina de correu, 1 taller de reparació d'automòbils i de material agrícola, 1 autoescola, 2 guixaires pintors, 1 perruqueria, 3 restaurants i 1 agència immobiliària.
Dels 6 establiments comercials que hi havia el 2009, 1 era una gran superfície de material de bricolatge, 4 fleques i 1 una fleca.
L'any 2000 a Balleroy hi havia 11 explotacions agrícoles que ocupaven un total de 198 hectàrees.

## Equipaments sanitaris i escolars
L'únic equipament sanitari que hi havia el 2009 era una farmàcia.
El 2009 hi havia 2 escoles elementals.

## Poblacions més properes
El següent diagrama mostra les poblacions més properes.